# Pierluigi Gollini
Pierluigi Gollini (Bolonia, Ciudad metropolitana de Bolonia, 18 de marzo de 1995) es un futbolista italiano. Juega de guardameta y su equipo es la A. S. Roma de la Serie A de Italia.

## Trayectoria
Pierluigi Gollini pasó por las categorías inferiores de S.P.A.L de Ferrara y Fiorentina antes de ser fichado por el Manchester United inglés en el verano de 2012. Guardó la portería de los reservas del club inglés durante dos temporadas antes de fichar por el Hellas Verona en 2014.
El 24 de septiembre de 2014 participó en su primer partido a nivel profesional, cuando fue titular contra el Genoa en la Serie A. En su primera temporada con el primer equipo, jugó tres partidos de liga; a lo largo de la temporada siguiente, jugó más a menudo como titular, totalizando veintisiete partidos.
El 8 de julio de 2016, Gollini volvió a Inglaterra, firmando un contrato de cuatro años con el Aston Villa, siendo entrenado por su compatriota Roberto Di Matteo. Jugó veinte partidos de liga en la primera mitad de la temporada 2016-2017, antes de ser cedido dieciocho meses con opción de compra al Atalanta en enero de 2017; el club de Bérgamo ejerció la opción de compra y fichó a Gollini definitivamente en junio de 2018. Inicialmente, Gollini fue suplente de Etrit Berisha; sin embargo, logró la titularidad en la segunda mitad de la temporada. La despedida de Berisha en el verano siguiente convirtió a Gollini en titular. También fue el titular en todos los partidos de la primera temporada del Atalanta en la Liga de Campeones, en la que el equipo acabó segundo de grupo y se clasificó para octavos.
El 24 de julio de 2021, Gollini fichó por el Tottenham Hotspur de la Premier League, en calidad de cedido por una temporada. Debutó con los Spurs el 19 de agosto de 2021, como titular en el partido de ida de la Liga Conferencia contra el Paços de Ferreira, que terminó con una derrota por 1-0. Gollini regresó a su club de origen, el Atalanta, el 2 de junio de 2022.
El 9 de julio de 2022, Gollini se incorporó a la Fiorentina en calidad de cedido por una temporada, con opción de compra. Tras ser titular en los tres primeros partidos de la temporada 2022-23 de la Serie A, Gollini pasó al banquillo como suplente de Pietro Terracciano, aunque siguió siendo titular en los partidos de Liga Conferencia.
El 25 de enero de 2023, Gollini fue cedido al Napoli con opción de compra. Como segundo de Alex Meret, jugó cuatro partidos de Serie A. A finales de la temporada, ganó el primer Scudetto de su carrera. Tras jugar otra temporada en el equipo napolitano, Gollini volvió al Atalanta.

## Selección nacional
Ha sido internacional con la selección de fútbol de Italia en las categorías sub-18, sub-19, sub-20 y sub-21. El 15 de noviembre de 2019 debutó con la absoluta tras sustituir en los últimos minutos a Gianluigi Donnarumma en la victoria de Italia ante Bosnia y Herzegovina por 0-3 en partido de clasificación para la Eurocopa 2020.

## Estadísticas

### Clubes
Actualizado al último partido disputado el 5 de octubre de 2024.
| Hellas Verona F. C. · Italia          | 1.ª           | 2014-15       | 3   | 5   | 0  | 0  | —  | —  | 3   | 5   |
| Hellas Verona F. C. · Italia          | 1.ª           | 2015-16       | 26  | 44  | 1  | 0  | —  | —  | 27  | 44  |
| Hellas Verona F. C. · Italia          | Total club    | Total club    | 29  | 49  | 1  | 0  | 0  | 0  | 30  | 49  |
| Aston Villa F. C. Inglaterra          | 2.ª           | 2016-17       | 20  | 17  | 0  | 0  | —  | —  | 20  | 17  |
| Aston Villa F. C. Inglaterra          | Total club    | Total club    | 20  | 17  | 0  | 0  | 0  | 0  | 20  | 17  |
| Atalanta B. C. · Italia               | 1.ª           | 2016-17       | 4   | 1   | 0  | 0  | —  | —  | 4   | 1   |
| Atalanta B. C. · Italia               | 1.ª           | 2017-18       | 7   | 4   | 1  | 1  | —  | —  | 8   | 5   |
| Atalanta B. C. · Italia               | 1.ª           | 2018-19       | 20  | 21  | 3  | 3  | 4  | 1  | 27  | 25  |
| Atalanta B. C. · Italia               | 1.ª           | 2019-20       | 33  | 42  | 1  | 2  | 7  | 13 | 41  | 57  |
| Atalanta B. C. · Italia               | 1.ª           | 2020-21       | 25  | 26  | 4  | 5  | 3  | 1  | 32  | 31  |
| Atalanta B. C. · Italia               | Total club    | Total club    | 89  | 94  | 9  | 11 | 14 | 15 | 111 | 120 |
| Tottenham Hotspur F. C. Inglaterra    | 1.ª           | 2021-22       | 0   | 0   | 4  | 4  | 6  | 7  | 10  | 11  |
| Tottenham Hotspur F. C. Inglaterra    | Total club    | Total club    | 0   | 0   | 4  | 4  | 6  | 7  | 10  | 11  |
| A. C. F. Fiorentina · Italia          | 1.ª           | 2022-23       | 3   | 2   | 1  | 0  | 5  | 6  | 9   | 8   |
| A. C. F. Fiorentina · Italia          | Total club    | Total club    | 3   | 2   | 1  | 0  | 5  | 6  | 9   | 8   |
| S. S. C. Napoli · Italia              | 1.ª           | 2022-23       | 4   | 4   | 0  | 0  | 0  | 0  | 4   | 4   |
| S. S. C. Napoli · Italia              | 1.ª           | 2023-24       | 7   | 8   | 3  | 5  | 0  | 0  | 10  | 13  |
| S. S. C. Napoli · Italia              | Total club    | Total club    | 11  | 12  | 3  | 5  | 0  | 0  | 14  | 17  |
| Genoa C. F. C. · Italia               | 1.ª           | 2024-25       | 7   | 15  | 0  | 0  | —  | —  | 7   | 15  |
| Genoa C. F. C. · Italia               | Total club    | Total club    | 7   | 15  | 0  | 0  | 0  | 0  | 7   | 15  |
| Total carrera                         | Total carrera | Total carrera | 159 | 189 | 17 | 20 | 25 | 28 | 201 | 237 |
| (1) Hace referencia a goles encajados |               |               |     |     |    |    |    |    |     |     |

## Palmarés

### Títulos nacionales
| Título  | Club            | País   | Año     |
| ------- | --------------- | ------ | ------- |
| Serie A | S. S. C. Napoli | Italia | 2022-23 |

## Música
En junio de 2018, bajo el seudónimo de Gollorius, lanzó el sencillo Rapper with Gloves, cuyos beneficios fueron donados a organizaciones benéficas. Cuatro años después, el 23 de junio de 2022, lanzó su segundo sencillo Champions Dream, realizado con el rapero Vegas Jones.